# Mariana Levy
Mariana Levy Fernández (Ciudad de México, 22 de abril de 1966-Ciudad de México, 29 de abril de 2005) fue una actriz y cantante mexicana.

## Biografía y carrera
Sus padres fueron Talina Fernández y Gerardo Levy. Sus hermanos fueron Coco Levy y Patricio Levy. Su madrina fue Angélica María.  
Mariana siempre tuvo deseos de actuar y cantar y en la década de los 80 formó parte de la banda mexicana Fresas con crema y después comenzó a actuar. De esa manera, conoció a su primer esposo, Ariel López Padilla, con quien se casó por lo civil. De ese matrimonio nació María López Levy, el 28 de marzo de 1996, pero poco después Mariana y Ariel se divorciaron. 
En 2000, en una cena en casa de Jacqueline Andere, conoció a su segundo esposo, José María Fernández Michel, medio hermano de Chantal Andere (aunque según las leyes mexicanas desde el gobierno de Carlos Salinas de Gortari (1988 - 1994) no existía ese término por modificaciones en el Código Civil Federal). Su madrastra, Jacqueline, pidió el favor de organizar una cena donde él y Mariana se conocieran. Ellos fueron novios durante dos meses y el 25 de noviembre de 2000 se casaron. Luego, nació su hija Paula Fernández Levy el 19 de enero de 2002 y su hijo José Emilio Fernández Levy el 7 de julio de 2004, ambos por parto natural. Ella tuvo el deseo de tener más hijos.
Durante su carrera, trabajó en la empresa Televisa y fue integrante del grupo Fresas con crema en la década de los ochenta, junto con Toño Mauri, Claudia Herfer, Daniela Leites, Germán Bernal, Denisse Bermúdez y Andrés Bonfiglio. 
Como actriz, interpretó papeles antagonistas y protagonistas y destacó en la telenovela La pícara soñadora (1991) al lado de Eduardo Palomo. Con esta actuación se dio a conocer internacionalmente. En 1997, protagonizó la telenovela Leonela, muriendo de amor en Perú junto con destacados actores peruanos como Diego Bertie. Y también participó en su última telenovela antes de fallecer en AMOR REAL.

### Muerte
El 29 de abril de 2005, una semana después de haber cumplido 39 años de edad, Mariana y su esposo José María Fernández recogieron a su hija de la escuela para llevarla a ella y a sus amigas al parque de atracciones Six Flags México. En el camino notó que un auto los seguía, el cual se acercó a ellos, dándose cuenta de que un hombre que lo manejaba se encontraba armado. Cuando la persona con la pistola bajó del vehículo y comenzó a acercarse a ellos, no se sabe con exactitud qué fue lo que sucedió, pero la versión final relata que salió del auto y corrió hasta una patrulla para pedir ayuda. Esto probablemente causó que el asaltante saliera huyendo, pero conmocionada por la impresión, ella le comentó a su esposo que se iba a desmayar, desvaneciéndose instantáneamente en la escena. Fernández llamó a una ambulancia y a su arribo, los paramédicos intentaron resucitarla aplicando RCP. Al no mostrar signos vitales, la trasladaron en ambulancia a un hospital, donde al llegar fue declarada muerta como consecuencia de un infarto fulminante.
Por este incidente, la policía arrestó a cuatro personas identificadas como los asaltantes del hecho, que delinquían en Lomas de Chapultepec y además tenían ocho denuncias en su contra por robos a bordo de vehículo.El cuerpo de Levy fue cremado y su madre Talina Fernández conservó sus cenizas hasta octubre de 2022, cuando decidió esparcirlas en un bosque ubicado en Desierto de los Leones, Ciudad de México. Talina falleció un año después, el 28 de junio de 2023.

## Discografía

### Con Fresas con Crema
- Fresas con crema
- Los chicos del rock
- Fresas ni tan fresas
- Tour

### Temas de telenovelas
- Telenovela: La última esperanza (1993)
  - Tema: «Ay amor»

- Telenovela: La pícara soñadora (1991)
  - Tema: «La pícara soñadora»

## Filmografía

### Cine
- Amorosos fantasmas (1994)
- Un corazón para dos (1990)

### Televisión
- 100 mexicanos dijeron (2005)
- Nuestra casa (2003 - 2005)
- Amor real (2003) .... Josefina de Icaza
- Rayito de luz (2000 - 2001) .... Francisca Buenrostro
- La casa en la playa (2000) .... Elisa White viuda de Villarreal
- Cuento de Navidad (1999 - 2000) .... Guadalupe «Lupita»
- Leonela, muriendo de amor (1997 - 1998) .... Leonela Ferrari Mirabal
- Bendita mentira (1996) .... Carolina
- Mujer, casos de la vida real  (1994 - 2002)
- Caminos cruzados (1994 - 1995) .... Patricia
- El vuelo del águila (1994 - 1995) .... Carmen Romero Rubio (joven)
- La última esperanza (1993) .... Estelita
- La pícara soñadora (1991) .... Guadalupe «Lupita» López
- En carne propia (1990 - 1991) .... Dulce Olivia Montenegro
- Yo compro esa mujer (1990) .... Jimena/Estrella/Ángela
- Lo blanco y lo negro (1989) .... Alma de Castro
- Rosa salvaje (1987 - 1988) .... Linda González
- Martín Garatuza (1986) .... Beatriz de Rivera
- Los años felices (1984 - 1985) .... Nancy
- Vivir enamorada (1982) .... Verónica

### Teatro
- El diluvio que viene (1993) .... Clementina[7]

## Premios y nominaciones

### Premios TVyNovelas
| Año  | Categoría              | Telenovela            | Resultado |
| ---- | ---------------------- | --------------------- | --------- |
| 1991 | Mejor actriz coestelar | Yo compro a esa mujer | Ganadora  |
| 1992 | Mejor actriz joven     | La pícara soñadora    | Nominada  |

### Premios Eres
| Año  | Categoría              | Telenovela            | Resultado |
| ---- | ---------------------- | --------------------- | --------- |
| 1991 | Mejor actriz coestelar | Yo compro a esa mujer | Nominada  |

### Premios ACE
| Año  | Categoría                     | Telenovela         | Resultado |
| ---- | ----------------------------- | ------------------ | --------- |
| 1992 | Revelación Televisiva del Año | La pícara soñadora | Ganadora  |

### Califa de Oro
| Año  | Categoría               | Telenovela | Resultado |
| ---- | ----------------------- | ---------- | --------- |
| 2003 | Mejor actriz coestrella | Amor real  | Ganadora  |

### Premios Palmas de Oro 2003
| Categoría                | Programa     | Resultado |
| ------------------------ | ------------ | --------- |
| Mejor conductora del año | Nuestra casa | Ganadora  |

### TV Adicto Golden Awards
| Año  | Categoría                                     | Telenovela | Resultado |
| ---- | --------------------------------------------- | ---------- | --------- |
| 2010 | Mejor actriz en papel secundario de la década | Amor real  | Ganadora  |